# Триселенид платины
Триселенид платины — бинарное неорганическое соединение
платины и селена
с формулой PtSe3,
кристаллы.

## Получение
- Восстановление гексахлороплатината(IV) калия формальдегидом в присутствии диоксида селена и избытка щелочи:

{\displaystyle {\mathsf {K_{2}[PtCl_{6}]+3SeO_{2}+8HCHO+12KOH\ {\xrightarrow {}}\ PtSe_{3}+6KCl+8HCOOK+10H_{2}O}}}

## Физические свойства
Триселенид платины образует чёрные кристаллы.

## Химические свойства
- Разлагается при нагревании:

{\displaystyle {\mathsf {PtSe_{3}\ {\xrightarrow {T}}\ PtSe_{2}+Se}}}